# Холодные времена
«Холодные времена» — студийный альбом рок-группы «Рада и Терновник», записанный и изданный в 2000 году. В альбоме впервые использована скрипка, причём как доминирующий инструмент. Михаил Кац с сайта Звуки.ру указывает на то, что скрипка в этом альбоме возводиться в разряд второго солирующего инструмента, соревнуясь с вокалом Рады.

## Список композиций
| №   | Название                  | Длительность |
| --- | ------------------------- | ------------ |
| 1.  | «Нас сторожат»            | 2:56         |
| 2.  | «Холодные времена»        | 4:15         |
| 3.  | «Солнце за луной»         | 3:09         |
| 4.  | «Привратник радости моей» | 4:42         |
| 5.  | «Ты умрёшь в этом городе» | 3:13         |
| 6.  | «Полнолуние»              | 4:14         |
| 7.  | «Летний холодный дождь»   | 7:04         |
| 8.  | «Снежной королевы сказки» | 4:02         |
| 9.  | «Кадиллак»                | 5:00         |
| 10. | «Пусто в раю»             | 7:12         |
| 11. | «Ты будешь танцевать»     | 4:19         |
| 12. | «Когда будет тепло»       | 2:36         |
| 13. | «Долги»                   | 4:29         |
| 14. | «На ухабах»               | 11:01        |

## Участник записи
| Первая сессия, основная запись (2000, конец июля) - Рада Анчевская — вокал - Владимир Анчевский — гитара - Игорь Черных — бас-гитара - Андрей Панкратов — барабаны - Джон Кукарямба — перкуссия, вокал - Гена Лаврентьев — скрипка, вокал | Вторая сессия записи (2000, ноябрь) - Рада Анчевская — вокал - Владимир Анчевский — гитара - Павел Пичугин — бас-гитара - Андрей Панкратов — барабаны - Джон Кукарямба — перкуссия, вокал - Гена Лаврентьев — скрипка, вокал - Анна Шленская — конги, перкуссия |